# 武汉大学遥感信息工程学院
武汉大学遥感信息工程学院，是综合遥感、测绘、空间信息与数字工程技术为一体的信息和工程类学院。其前身是1956年成立的武汉测量制图学院航测与制图系。学科奠基人为王之卓院士。

## 历史沿革[1]
- 1956年，通过同济大学、天津大学、南京工学院、清华大学、华南工学院及青岛工学院等有关专业进行调整，成立武汉测量制图学院。学院设有航测与制图系，包含航空摄影测量与制图两个专业。
- 1957年8月，学院独立成立航空摄影测量系。
- 1984年航空摄影测量专业更名为摄影测量与遥感专业。
- 1985年航空摄影测量系更名为航测与遥感系。
- 1995年以航测与遥感系为基础组建遥感与信息工程学院。
- 1996年4月，遥感与信息工程学院和计算机系合并成立信息工程学院。
- 2000年8月，武汉大学、武汉水利电力大学、武汉测绘科技大学、湖北医科大学合并成组建新的武汉大学，同时计算机系分离信息工程学院，成立遥感信息工程学院。

## 专业设置[2]

### 遥感测量与遥感系
- 遥感科学与技术（遥感信息工程方向）
- 遥感科学与技术（摄影测量方向）

### 空间信息工程系
- 遥感科学与技术（地理信息工程方向）
- 地理国情监测专业

## 师资队伍[3]

### 两院院士
- 李德仁
- 张祖勋
- 龚健雅

### 千人计划
- 单杰
- 史文中

### 珞珈学者
- 胡翔云
- 袁修孝

## 链接
- 武汉大学遥感信息工程学院 （页面存档备份，存于）